# Lehre
Lehre là một đô thị của huyện Helmstedt, bang Niedersachsen, Đức. Đô thị này có diện tích 71,57 km². Đô thị này có cự ly khoảng13 km về phía tây nam của Wolfsburg, và 12 km về phía đông bắc của Braunschweig.